# Lubomír Nácovský
Lubomír Nácovský (26. května 1935, Kralupy nad Vltavou– 10. března 1982) byl český sportovní střelec, československý reprezentant. S manželkou Štěpánkou Nácovskou měl dcery Lenku Světovou (za svobodna Nácovskou) a Ivu Kuchaříkovou (za svobodna též Nácovskou).
Získal bronzovou medaili na olympiádě 1964 v Tokiu ve střelbě rychlopalnou pistolí nástřelem 590 bodů. Pouze dva body mu scházely k prvnímu místu. Zúčastnil se i olympiády 1968 v Mexiku, kde ve stejné disciplíně obsadil 7. místo.
V roce 1965 a 1969 se stal mistrem Evropy v družstvech a v roce 1970 dokonce dvojnásobným mistrem světa v družstvech ve střelbě rychlopalnou i velkorážní pistolí. K tomu získal na mistrovstvích světa ještě dvě stříbrné a dvě bronzové medaile a na mistrovstvích Evropy další dvě stříbrné a tři bronzové medaile.